# Людина, Галина Николаевна
Галина Николаевна Людина (1931 год—2021 год) — прядильщица льнокомбината «Красная текстильщица» Министерства лёгкой промышленности СССР, гор. Нерехта Костромской области. Герой Социалистического Труда (1971).
С 1947 года — прядильщица льнокомбината «Красная текстильщица».
В 1970 году досрочно выполнила личные социалистические обязательства и производственные задания Восьмой пятилетки (1966—1970). Указом Президиума Верховного Совета СССР от 5 апреля 1971 года «за выдающиеся успехи в досрочном выполнении заданий пятилетнего плана и большой творческий вклад в развитие производства тканей, трикотажа, обуви, швейных изделий и другой продукции легкой промышленности» удостоена звания Героя Социалистического Труда с вручением ордена Ленина и золотой медали «Серп и Молот».
Проработала на комбинате 34 года до выхода на пенсию.

## Награды
- Герой Социалистического Труда
- Орден Ленина — дважды
- Орден Трудового Красного Знамени
- Почётный гражданин города Нерехты и Нерехтского района (1989)